# Louis Laloy
Pour les articles homonymes, voir Laloy.
Louis Laloy (Gray, 18 février 1874 - Dole, 4 mars 1944) est un musicologue, écrivain et sinologue français.

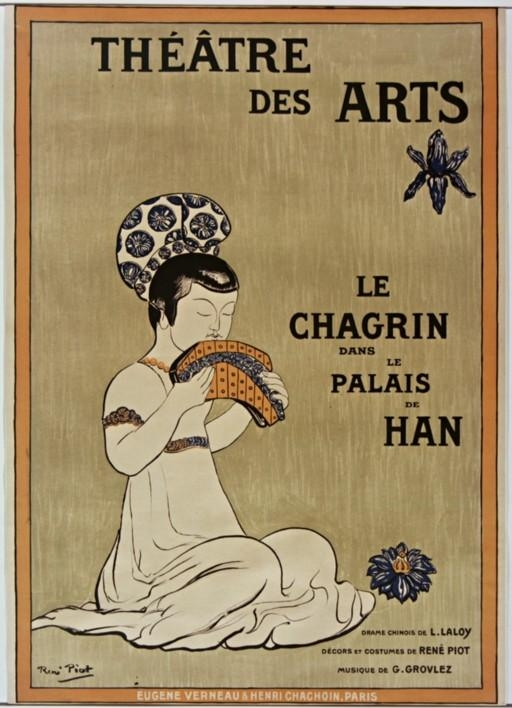
Le Chagrin dans le palais de Han, drame chinois de Louis Laloy. Affiche de René Piot, 1900. D'après une pièce de Ma Zhiyuan.

## Biographie
Fils de Léon Laloy (1842-1925), contrôleur des finances, et d’Aline Veith (1843-1931), il est le petit-neveu de la Bienheureuse Anne-Marie Javouhey (1779-1851) et le cousin de l’avocat Georges Ponsot (1876-1937), député du Jura de 1906 à 1919, qui refusa le secrétariat d’Etat aux Beaux-Arts en 1914.
En 1906, il épousa Susanik Babaïan (1879-1952), pianiste de concert, « qu’estimait le fort difficile Claude Debussy ». Il eut de Susanik trois enfants : Nicolette (1908-1995), mariée à Fu-Yun Hsu (1905-2005), diplomate chinois ; Ninette (1910-1996), mariée à André Léculier (1908-2004), ingénieur agronome, résistant de la première heure dans le Jura, fils du Dr Henri Léculier, député puis sénateur du Jura ; Jean (1912-1994), ambassadeur et membre de l’Institut. D’Andrée Guérin (1916-2012), pianiste, il est père d’Isabelle, née en 1941, mariée à Jacques Fonfreyde.
Baignant dans un milieu musical par sa mère, originaire de Wissembourg (Bas-Rhin), liée à l’inspiratrice de Franz Liszt, la compositrice Marie Jaëll (1846-1925), qui lui dédia Voix du printemps, il est l’élève, au lycée Henri-IV, d’Henri Bergson, dont la fille unique Jeanne (1893-1961) sera la marraine de sa petite-fille, Catherine Laloy (1946-2016) et a comme condisciples en classe de philosophie Élie Faure, Léon Blum et Gustave Hervé. Reçu au concours de l’Ecole normale supérieure en 1893, il est agrégé des lettres en 1896 et docteur ès lettres en 1904, avec une thèse intitulée Aristoxène de Tarente et la musique de l’Antiquité. Son camarade de promotion Julien Luchaire relève que, « même dans ce milieu choisi, l’intelligence de cet aristocrate farouche était hors de pair ». Il suit parallèlement les cours de composition musicale à la Schola cantorum, sous la direction de Vincent d’Indy, où il s’intéresse au chant grégorien, ce qui le rapproche de Dom André Mocquereau, qui dirige la Paléographie musicale à l’abbaye Saint-Pierre de Solesmes.
En 1906, il succède à Romain Rolland comme chargé du cours d’histoire de musique à la Sorbonne, sans jamais être titulaire d'une maîtrise de conférence ou d'un chaire. De 1913 à 1940, il est secrétaire général de l’Opéra, placé sous la direction de Jacques Rouché.
Dès 1902, il se lia d’amitié avec Claude Debussy, qui lui dédia, en 1907, Et la lune descend sur le temple qui fut, et pour lequel Louis Laloy écrivit Ode à la France, œuvre posthume publiée en 1928. En 1909, il fut son premier biographe, ce dont le compositeur le remercia ainsi : « Il y a déjà longtemps que vous avez été à peu près le seul à comprendre Pelléas. (...) L’émotion d’être compris d’aussi près est absolue».
Avec Romain Rolland, il fonda Le Mercure musical et devient rédacteur en chef de La Revue musicale. Son article « Musique de l’avenir », paru dans Mercure de France du 1er décembre 1908, a prévu, relève le critique Jarocinski, « avec une exactitude étonnante les voies qu’allait suivre le développement de la musique électronique ». Jacques Maritain considère que « Louis Laloy est certainement le plus érudit et le plus judicieux de nos critiques musicaux. C’est un esprit remarquablement jeune, ouvert et pénétrant ». De 1936 à 1941, il assura la chaire d’histoire de la musique au Conservatoire national de Paris.
A la musique s’ajouta un vif intérêt pour la civilisation chinoise. À partir de 1925, il fut professeur d’esthétique à l’Institut des hautes études chinoises. Le ministère de l’Instruction publique et des Beaux-Arts le chargea, en 1931, d’une mission officielle en Chine, dont il pratiquait couramment la langue, étant proche par ailleurs de Sun Yat-sen (1866-1925), premier président de la République de Chine. Il en tira son ouvrage, Miroir de la Chine, publié en 1933. Vingt ans plus tôt, il avait fait part de son expérience avec l’opium, partagée avec son ami Victor Segalen, dans un ouvrage intitulé Le livre de la fumée. Il y initia Jean Cocteau après la mort de Raymond Radiguet.
Son attachement à sa province natale fut profond : « Cette personnalité parisienne de premier plan veut avant tout être maire de Rahon et cela l’honore » ; il le sera de 1935 à 1940, date à laquelle il se retira dans sa maison de famille, inscrite à l’inventaire des monuments historiques en 1995. Au début de la guerre, il tint un « Journal de maire de village ». Les cloches de l’église de Rahon inspirèrent à Debussy son morceau pour piano, Cloches à travers les feuilles (1907), après que Louis Laloy lui eut décrit « le touchant usage du glas qui sonne, depuis les vêpres de la Toussaint jusqu’à la messe des morts, traversant de village en village les forêts jaunissantes dans le silence du soir ».
Le salon de sa maison de la rue des Capucins, à Meudon-Bellevue (Seine-et-Oise puis Hauts-de-Seine), dominant tout Paris, à deux pas du domaine royal, réunissait des personnalités aussi diverses que Jean Cocteau, Georges Auric, Francis Poulenc, Manuel de Falla, Henri Bergson, André Gide, Romain Rolland, Gabriele d’Annunzio, André Breton, Serge Lifar, Jean Hugo, Reynaldo Hahn, les princesses de Cystria et Armande de Polignac ainsi que, venus en voisins, Auguste Rodin et Jacques Maritain. Le 2 juin 1912, Debussy et Stravinsky y jouèrent ensemble la réduction pour piano à quatre mains du Sacre du printemps ; le 7 novembre suivant, Debussy écrivit à ce dernier : « J’ai encore dans ma mémoire l’exécution de votre Sacre chez Laloy. Cela me hante comme un beau cauchemar et j’essaie en vain d’en retrouver la terrible impression ». Une plaque commémore l’événement.
Critique musical ou littéraire à Excelsior, Comoedia, la Revue des deux mondes, l’Ere nouvelle, la Grande revue, le Pays, le Temps, le Figaro, etc., Laloy est l’auteur du ballet Dolly, mis en musique par Gabriel Fauré, Sous le masque et Les enchantements d’Alcine, de Georges Auric, et de l’opéra-ballet d’Albert Roussel, Padmâvatî.
L’Académie française lui décerne le prix Montyon en 1933 et le prix Général-Muteau en 1941.
Il décéda subitement, à 70 ans, à Dole, peu après la libération de sa seconde fille, arrêtée par la Gestapo à la place de son mari, fondateur dans le Jura du mouvement Combat d’Henri Frenay. À sa disparition, Romain Rolland rendit hommage à ce « savant, artiste, écrivain, musicologue et sinologue de premier rang, qui fut l’intime de Debussy et de Sun Yat-sen. (...) Il eût pu se faire un nom retentissant et s’acquérir tous les honneurs. Il ne le chercha point. Il s’appliqua à réaliser l’harmonie complexe et raffinée de sa nature d’exception ».

## Œuvres
- Aristoxène de Tarente, disciple d'Aristote, et la musique de l'antiquité, thèse pour le doctorat, présentée à la faculté des lettres de l'université de Paris, Paris, Société française d'imprimerie et de librairie, 1904, IV-371 p. et Lexique d'Aristoxène, XLII p. Ibid., réimpression, Genève, Minkoff, 1973, 372 p.
- Rameau, Paris, Félix. Alcan, 1908, 248 p. (3e éd. en 1919)[18]
- Claude Debussy, Paris, Dorbon aîné, les Bibliophiles fantaisistes, 1909, 113 p., portrait  Claude Debussy, Paris, Aux Armes de France, 1944, 145 p.[19]
- La Musique chinoise, Paris, Henri Laurens, 1910, 128 p.[20] La Musique chinoise, Hollywood, Hawley publications, 1993, 96 p.
- Le Livre de la fumée, préface de Claude Farrère, ill. de Dalny, Paris, Dorbon aîné, 1913, 185 p.
- Le Chagrin dans le palais de Han, drame chinois, orné par René Piot et publié par la Société littéraire de France, Durand, 1921, 77 p.[21]
- Légendes des immortels, d'après les auteurs chinois, Paris, Albert Messein, 1922, 110 p.
- Théâtre Serge de Diaghilew, Les Fâcheux, [I], Georges Braque, Jean Cocteau, Louis Laloy… [Portrait de Georges Auric par J. Cocteau. - II. Réalisation scénique. Ballet en 1 acte de Boris Kochno, d'après la comédie-ballet de Molière. Monte-Carlo, théâtre de Monte-Carlo, 19 janvier 1924, publié sous la direction de Boris Kochno]. Paris, Editions des Quatre chemins, 1924, 2 vol. in-4°, IX (non paginé)
- Contes magiques d'après l'ancien texte chinois de P'ou Soung-Ling (l'Immortel en exil), Paris, H. Piazza, 1925, XII-218 p.  P’ou Soung-Ling, Contes étranges du cabinet Leao, Paris, Le Calligraphe, 1985, 176 p.  Ibid., Paris, Ed. Philippe Picquier, 1994, 175 p.
- “ L’Opéra ” par Louis Laloy, p. 1-117, in Cinquante ans de musique française de 1874 à 1925, sous la direction de L. Rohozinski. T. 1, par LL, Henry Malherbe, Jacques Brindejont-Offenbach et Emile Vuillermoz, Paris, Editions musicales de la Librairie de France, 1925, XVI-395 p.
- La danse à l’Opéra, Paris, Théo Brugière, [1927], sans pagination, en français et anglais
- La Musique retrouvée, 1902-1927, Paris, Plon, le Roseau d'or, 1928, 297 p.[22] Ibid., préface de Georges Auric, réimpression, Paris, Desclée de Brouwer, 1974, II-298 p.
- Une heure de musique avec Beethoven, préface de Louis Laloy, Paris, Imprimerie française de l'édition, 1930, 62 p.
- Miroir de la Chine, Paris, Desclée de Brouwer, 1933, 340 p.[23] Miror of China, New York, Alfred A Knopf, 1936, 308 p.
- Comment écouter la musique, Paris, Presses universitaires de France, Bibliothèque du peuple, 1942, 64 p.
- Trois drames de l'Asie, Neuchâtel, Editions de la Baconnière, Les Cahiers du Rhône, série blanche, n°21, [1943], 143 p.[24]

## Traductions
- Théocrite, édition classique, avec une introduction littéraire, une étude grammaticale et des notes, par Louis Laloy et Julien Luchaire, Paris, Delagrave, [1899], 214 p.
- Guido Adler, Richard Wagner, traduction par Louis Laloy, Leipzig, Breitkopf & Hartel, 1909, VIII-386 p.
- Heinrich Heine, Ecrits juifs, traduits de l'allemand avec une introduction et des notes par LL, Paris, F. Rieder et cie, 1926, 235 p. Ibid., ; réimpression, Paris, Éd. du Sandre, 2006, 217 p.  (ISBN 978-2914958516)
- Hérondas, Mimes, texte établi par J. Arbuthnot Nairn et traduit par Louis Laloy, Paris, Les Belles lettres, 1928 puis 1960, 116 p. et grec doublant la traduction française
- Le Rêve du millet jaune, drame taoïste du XIIIe siècle, Paris, Desclée de Brouwer, 1935, 139 p.[25]
- Oscar von Riesemann, Moussorgski, traduit de l'allemand et préfacé par Louis Laloy, Paris, Gallimard, 1940, 317 p.
- Poésies chinoises, traduites en français avec une introduction et des notes par Louis Laloy, Fribourg, Egloff, 1944, 105 p.
- Choix de poésies chinoises, Paris, Sorlot, [1944], 63 p.
- Hain-Jou Kia, La République chinoise et la paix universelle, extrait d’un ouvrage chinois, traduit par Louis Laloy, Paris, impr. Ponroy, s. d. [1912], 24 p.

## Musique
- Modeste Petrovitch Moussorgskii, Boris Godounov, drame musical en 4 actes et 9 tableaux avec un prologue, version française de MM. Michel Delines et Louis Laloy, Paris, W. Bessel, 1911, 293 p. ; 1924, 284 p. ; 1926, 72 p. ; 1937, 72 p. ; drame musical, poème de Pouchkine, Paris, Mercure, 1953, 36 p. (texte russe avec la traduction en français par Michel Delines et Louis Laloy, en anglais par Edward Agate, plaquette éditée pour l’enregistrement sur disques La Voix de son maître)
- Padmâvâti, opéra-ballet en 2 actes, poème de Louis Laloy, musique de Albert Roussel (op. 18), partition pour chant et piano, Paris, Durand, 1919, V-219 p.  Ibid., Paris, Durand, 1922, 33 p.  Ibid., airs extraits avec accompagnement de piano, Paris, Durand, 1923, 4 fasc. in fol.
- Modeste Petrovitch Moussorgskii, La foire de Sorotchintzy, opéra-comique, version française de Louis Laloy, Paris, W. Bessel, 1923, 190 p. ; 1924, 57 p.
- M. Moussorgsky, Recueil de mélodies, révision du texte musical et version française de Louis Laloy, Paris, W. Bessel, s. d., 88 p.
- Claude Debussy, Ode à la France, pour solo, chœur et orchestre, Paris, Choudens, 1928, 19 p.
- Georges Auric, Les enchantements d’Alcine, ballet en un acte et trois tableaux, argument de Louis Laloy, Paris, Au Menestrel, [1928], 54 p.
- N. Rimsky-Korsakov, Le conte du Tzar Saltan, opéra en quatre actes et sept tableaux avec un prologue, version française de Louis Laloy, Paris, W. Bessel, 1929, 62 p.
- Henri Tomasi, Chants laotiens, poèmes de Louis Laloy et Joseph Trillat, Paris, Henry Lemoine, 1934, 15 p.